# قانون منع إباحية الأطفال الصادر سنة 1996
قانون منع إباحية الأطفال الصادر عام 1996 هو قانون فيدرالي أمريكي صدر لحظر إباحية الأطفال علي الإنترنت، متضمنا إباحية الأطفال التخيلية.
قبل عام 1996، عرف مجلس الشيوخ الأمريكي الإباحية بمصدر من قياس فيربر.في نيويورك ف.فيربر 458 ، قررت المحكمه العليا أن الحكومة يجب عليها منع انتشار إباحية الأطفال لحمايتهم من الإستغلال الجنسي أو أي أذي ناتج عنه. في أوزبورن ف.اوهايو،495، وتم مد قانون فيربر عبر المحكمة لمنع حيازة إباحية الأطفال.
و أضاف قانون منع إباحية الأطفال مجموعتين من الحديث إلي تعريف إباحية الأطفال.أول الممنوعات«أي مصدر مرأي يتضمن صوره،فيلم،فيديو، أو كومبيوتر، أوصوره مصممه علي كومبيوترأو حتي صوره قد توحي بإستغلال جنسي» وأضافت المحكمة أيضا«الحيازة علي أكثر من مصدر، وما يسمي أحيانا بإباحية الأطفال التخيليه والي تتضمن صور مصممه علي الكومبيوتر أو أي وسيله مشابهه»
و ثاني الممنوعات «أي صوره يتم إستخدامها في التقديم، أو، الإعلان، أو الوصف، أو النشر وتوحي بالإستغلال الجنسي للأطفال».